# Monostor (Arad megye)

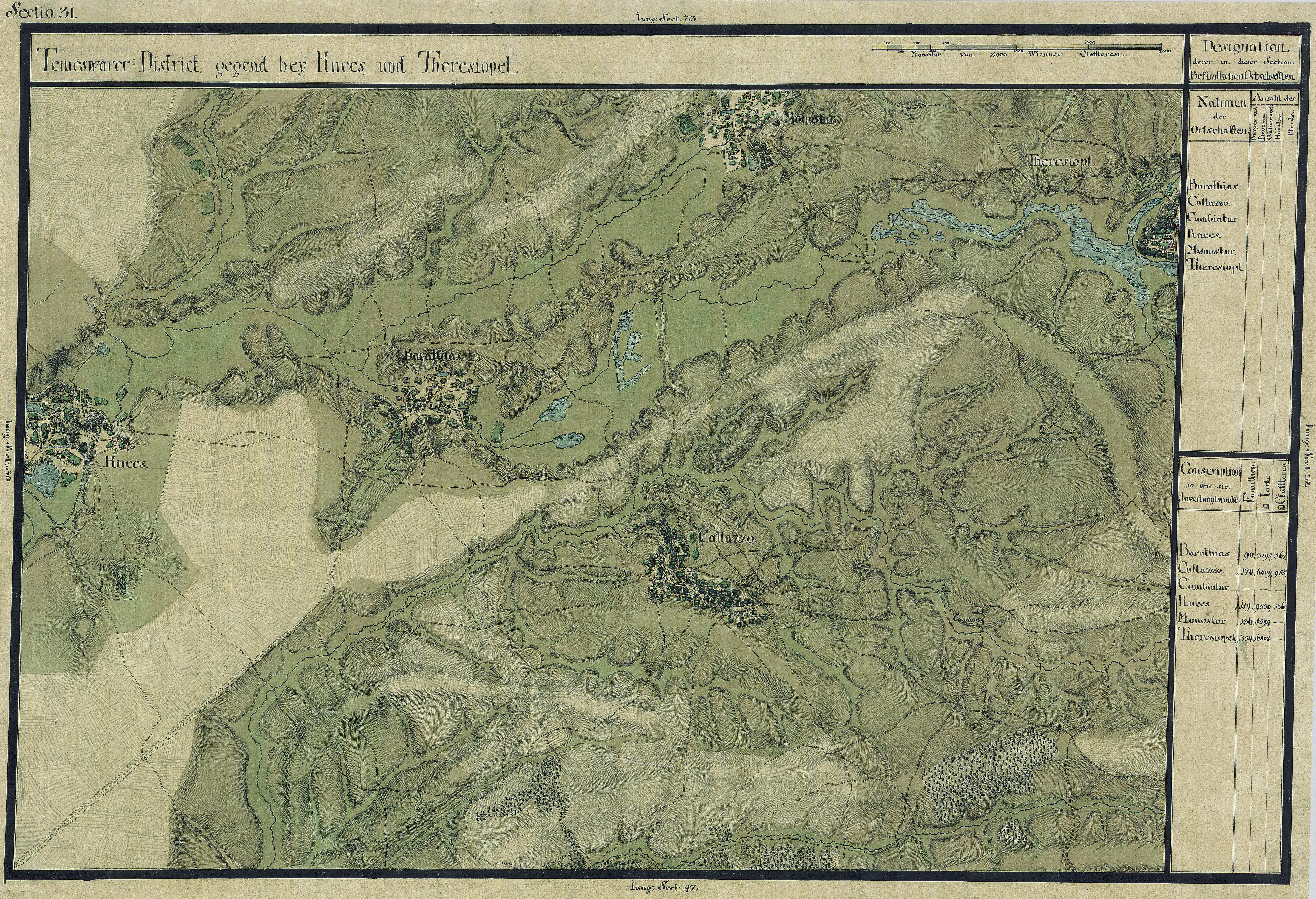
Monostor egy régi katonai térképen

Monostor (románul Mănăștur) település Romániában, Arad megyében.

## Fekvése
Aradtól délnyugatra, Vinga és Kétfél közt fekvő település.

## Története
Monostor nevét 1285-ben, majd 1333-1335 között említette először oklevél Monostor, Monustur neveken.
1285-ben a Csanád nemzetség birtokai közé tartozott.
1332-ben a pápai tizedjegyzék az aradi főesperesség plébániái között sorolta fel, 1333-ban pedig itt két monostori plébániát is említettek. Az egyik Monostor papja a pápai tizedjegyzék szerint 1333-ban 60 báni, 1334-ben 20 garas, 1335-ben 6 garas pápai tizedet fizetett. E Monostort az oklevelek Kigyed, Panád és Kovászi között sorolták fel, mely feltehetően a későbbi Vizesmonostorral lehet azonos.
A másik monostor papja 1333-ban 72 báni pápai tizedet fizetett. Ekkor Monostort a Marostól délre fekvő egyházak között sorolták fel. Ez ma Aradtól délnyugatra fekvő község, Monostor néven.
Monostor a 14. században Arad vármegyéhez, a 15. században pedig már Temes vármegyéhez számították. 1454-ben, 1465-ben a Tari család tagjainak birtoka volt, 1479-ben pedig már a királyi  birtokok közé sorolták, 1598-ban pedig Török István birtoka volt.
1717-ben végzett összeírásban 38 házzal a temesvári kerületben szerepelt. Román ajkú lakosai 1717 után érkeztek a településre. 1723-1725 között a gróf Mercy térképén még lakott helyként jelölték, de az 1761-es térképen már pusztaként jelölték; de ennek ellenére postaállomás volt. 1797-ben a Monostori Izdenczy-család kapta adományként, és 1883-ig volt a település birtokosa.
1851-ben Fényes Elek írta a településről: „Monostor, Temes vármegyében, 39 római katholikus, 1394 óhitű lakossal, egy szép óhitű egyházzal, 2 lelkésszel. Határa 6606 hold, ...; a lakosok sok czigara juhot tartanak. ... van 2 nagyszerű uradalmi szesz és ecetgyár. A határban szemlélhetık egy körülsáncolt vár vagy monostor romjai, s a határszélen két, egymástól negyedórára levő tatárhányás ... Földes urai: báró Izdenczy János és József testvérek.”
1910-ben 1913 lakosából 986 román, 339 magyar, 329 szerb volt. Ebből 1333 görögkeleti ortodox, 565 római katolikus volt.
A trianoni békeszerződés előtt Temes vármegye Vingai járásához tartozott.

## Nevezetességek
- Két görögkeleti temploma közül a román 1830-ban, a szerb 1897-ben épült
- Izdenczy család sírkápolnája
- Két kastély, az egyiket báró Izdenczy József 1834-ben, a másikat gróf Woracziczky Henrik 1891-ben építtette